# Румынская революция (1989)
Румы́нская револю́ция 1989 го́да (рум. Revoluția română din 1989) — антикоммунистическое восстание, приведшее к свержению правительства президента Социалистической республики Румынии Николае Чаушеску и полной ликвидации в стране социалистического строя, существовавшего с 1947 года. Начавшаяся 16 декабря 1989 года с выступлений в городе Тимишоара, после митинга 21 декабря в Бухаресте она переросла в вооружённое противостояние и завершилась казнью четы Чаушеску 25 декабря. На смену социалистической форме правления в стране на некоторое время власть перешла к Фронту национального спасения во главе с Ионом Илиеску.
Руководство СССР поддержало румынскую революцию.

## История
Румыния является единственной страной Восточной Европы, где социалистический режим был свергнут в результате антикоммунистической революции, а президент Николае Чаушеску был казнён.

### Волнения в Тимишоаре
16 декабря начались волнения в Тимишоаре, вызванные смещением со своего поста и выселением из дома диссидента и протестантского пастора Ласло Тёкеша, венгра по национальности, антикоммуниста и одного из руководителей сепаратистского движения, выступавшего за «полную этническую автономию» нескольких районов со значительной долей венгерского населения. Тёкеш был обвинён в «разжигании межнациональной розни» и деятельности вразрез с интересами государства, поскольку передавал информацию о положении дел с правами человека в Румынии за рубеж. Прихожане-венгры встали на защиту пастора, и вскоре число митингующих возросло до нескольких тысяч; на этом этапе первый повод был совсем забыт, и в ход пошли антикоммунистические и антиправительственные лозунги. После первых репрессивных акций правоохранительных органов начались погромы отделений коммунистической партии.
Подавить выступление было поручено министру обороны генерал-полковнику Василе Миле и начальнику Секуритате генералу Юлиану Владу. Миля отказался ввести в город войска (а впоследствии он откажется передавать войскам приказ о стрельбе по демонстрантам на Дворцовой площади Бухареста), заявив, что не нашёл в военном уставе ни одного параграфа, «где бы говорилось, что народная армия может воевать против собственного народа». Это стоило ему жизни. Его место занял генерал Виктор Стэнкулеску.
В ночь с 16 на 17 декабря в город всё же были введены войска, подразделения «Секуритате» и милиции под командованием генералов Иона Комана, Эмиля Макри и Константина Нуцэ. Они применили вначале спецтехнику, включая водомёты, а затем, по заявлениям восставших, открыли огонь на поражение. Точное количество жертв осталось неизвестным. Известно, однако, что 18 декабря по распоряжению Елены Чаушеску из городского морга были забраны 40 трупов и затем кремированы в Бухаресте.
17 декабря под руководством Чаушеску проходило заседание Политисполкома РКП, на нём он, выразив недоверие Миле, Владу и главе МВД Тудору Постелнику, под угрозой их увольнения отдал им приказ стрельбы по демонстрантам, но получил в ответ возражения. После этого, согласно стенограмме, Чаушеску гневно воскликнул: «Тогда выбирайте себе другого Генерального секретаря!» и направился к выходу из зала заседаний. Однако другие участники заседания, включая его супругу, убедили его остаться, и через несколько минут заседание продолжилось как ни в чём не бывало.
20 декабря (по другим данным, 17 декабря) Чаушеску провёл секретную телеконференцию с военным руководством всех жудецев страны, отдав приказ привести армию в повышенную боевую готовность, а «по мятежникам открывать огонь без предупреждения», тогда же он улетел с визитом в Иран, и контроль над войсками перешёл к его родственникам. Елена созывала к себе различных генералов, однако массового кровопролития удалось избежать. В то же время Нику, секретарь уездного исполкома жудеца Сибиу отдал приказ открыть по протестующим огонь, по данным следствия, в результате этого было убито 89 человек и ранено 219. В тот же день на заседании в Оперном театре Тимишоары был создан революционный комитет — Румынский демократический фронт (FDR), взявший на себя руководство восстанием. Председатель FDR Лорин Фортуна был членом РКП и занимал относительно умеренную позицию. Присоединиться к FDR безуспешно пытался даже первый секретарь регионального комитета РКП Раду Бэлан. Однако быстро консолидировалась группа, во главе которой стали рабочие Сорин Опря, Ион Марку, Иоан Саву — руководители силовой группы восстания. Они выдвинули жёсткие требования отставки Чаушеску и отстранения РКП от власти. В то же время протестное движение стало охватывать один жудец за другим.
21 декабря Чаушеску своим декретом объявил о введении чрезвычайного положения на территории уезда Тимиш, оно было объявлено по радио и телевидению, а также опубликовано на первой полосе партийной газеты «Скынтея», официальном органе ЦК РКП. В нём, в частности, утверждалось, что 16-17 числа группа «хулиганов» спровоцировала «в Тимишоаре серию инцидентов, противодействуя законному судебному решению», за которыми стояли «реваншистские, ревизионистские и империалистические круги различных стран», поставившие своей целью «подорвать её независимость, целостность и суверенитет и вернуть страну во времена чужеземного господства, ликвидировать социалистические завоевания».

### События в Бухаресте
По предложению мэра Бухареста Барбу Петреску 21 декабря около 12 часов у здания ЦК был организован масштабный митинг, призванный продемонстрировать народную поддержку режима и публично осудить события в Тимишоаре. По свидетельствам участников, большинство людей на площади молча стояли, и лишь отдельные группы людей размахивали флагами и выкрикивали лозунги. Чаушеску, стоявший на балконе, начал свою речь около 12:30, но успел произнести лишь несколько фраз перед тем, как его голос потонул в гуле и криках участников демонстрации. Из толпы вначале доносится издевательский свист и шиканье, затем послышались крики («Долой!» и «Крыса!»), а после собравшийся народ начал дружно скандировать: «Ти-ми-шо-а-ра!». Внезапно в толпе прогремел взрыв петарды, прервавший выступление президента. Как позже рассказал один из лидеров Совета ФНС страны Казимир Ионеску, специально образованные группы должны были помешать выступить Николае Чаушеску. И они выполнили свою задачу. После взрыва петард люди стали спешно покидать площадь, бросая флаги, транспаранты и портреты. Находившиеся рядом с Чаушеску партийцы попытались увести его с балкона, предположив, что началась стрельба. Чаушеску, простояв в удивлении некоторое время, попытался успокоить толпу и потребовал, чтобы все оставались на месте. После продолжительной паузы, в течение которой телевидению пришлось прервать трансляцию выступления «в связи с техническим сбоем», Чаушеску обратился к оставшимся на площади с призывами к «защите независимости и единства Румынии» и обещаниями увеличить пенсии и зарплаты на 100 лей, после чего вернулся в здание ЦК.
Вопреки ожиданиям руководства страны, верившего в свою популярность в народе и поддержку рабочего класса, митинг лишь поспособствовал обострению протестов. У отеля «Intercontinental» и на прилегающих к Дворцовой площади улицах стали собираться протестующие, выкрикивающие «Долой диктатора!» и другие лозунги. Антиправительственные выступления переросли в столкновения с милицией, в город были введены войска, по приказу генерал-лейтенанта Николае-Андруцэ Чаушеску, брата Николае, по протестующим в Бухаресте был открыт огонь (встречаются утверждения, что будто бы сам он стрелял по протестующим). В этот же день рабочие Тимишоары захватили фабрики и заводы в своём городе. Волна антиправительственных выступлений прокатилась по всей стране. 22 декабря радио объявило, что министр обороны Василе Миля покончил с собой, однако одновременно ширились слухи, что он был убит за отказ стрелять по демонстрантам, что стало причиной перехода генералов в оппозицию Чаушеску. Демонстранты совместно с войсками заняли телецентр в Бухаресте и объявили «Братья румыны! Диктатура пала!». Он стал своего рода штабом революционеров. Также было захвачено здание ЦК, с его балкона, где ранее выступил со своей речью Чаушеску, профессор Бухарестского политехнического института (и будущий премьер-министр Румынии) Петре Роман провозгласил: «Сегодня, 22 декабря, диктатура Чаушеску пала. Провозглашаем власть народа».
В самой яркой форме концепцию революции изложил в уличном выступлении перед народом дипломат-диссидент Думитру Мазилу (в прошлом преподаватель училища Секуритате, имевший звание полковника госбезопасности), в 1986—1989 годы находившийся под домашним арестом. Он первым объявил об антикоммунистическом (а не только «античаушистском») характере движения, предложил впредь называть страну не СРР, а Румынией, поднять национальный флаг без коммунистического герба. Речь Мазилу закончилась словами «Да поможет нам Бог!» (рум. Așa să ne ajute Dumnezeu!) — не допускавшимися в Румынии публично на протяжении 45 лет.
Мазилу являлся также автором 10 программных тезисов Румынской революции. Они носили общедемократический характер (плюралистическое общество, гражданские и политические свободы, рыночная экономика, обеспечение материальных и социальных нужд народа, гарантии прав национальных меньшинств, миролюбивая внешняя политика). На первом месте стояло отвержение партийной диктатуры.
К вечеру 22 декабря румынским обществом воспринимались в качестве лидеров революции Ион Илиеску, Думитру Мазилу, Петре Роман, Николае Милитару, Силвиу Брукан, Серджиу Николаеску, Джелу Войкан Войкулеску, Вирджил Мэгуряну. В большинстве своём они в разное время принадлежали к политической (Илиеску, Мазилу, Брукан), военной (Милитару), научно-технической (Роман), гуманитарно-творческой (Николаеску) элите СРР. Некоторые (Мазилу, Мэгуряну) имели прямое отношение к Секуритате. Диссиденты-антикоммунисты, как Войкулеску или Дойна Корня, на этом фоне являли скорее исключения.

### Бегство Чаушеску
После неудачного митинга 21 декабря в Бухаресте ситуация вышла из-под контроля властей, и в самом городе вскоре началась стрельба на улицах. К вечеру того же дня в происходившую ситуацию вмешалась армия. На площадь были введены танки. А тем временем демонстрации начались и в других местах Бухареста. Так, на Университетской площади (здесь молодёжь кричала: «Долой Чаушеску!», «Долой коммунизм!» и «Свобода!»), возле телевизионного центра и комплекса зданий РКП. Всю ночь президентская чета провела в президентском дворце.
22 декабря в своем доме был найден мёртвым министр обороны Румынии Василе Миля (об этом стало известно после бегства из Бухареста супругов Чаушеску; по официальному сообщению — он покончил жизнь самоубийством, но властям не поверили, приписав убийство Мили Чаушеску, из-за отказа отдать приказ стрелять в демонстрантов). После смерти Мили армия начала массовый переход на сторону восставших и начала действия против «Секуритате». Был арестован заместитель министра обороны Илие Чаушеску, младший брат диктатора. Митингующие, совместно с войсками, заняли телецентр в Бухаресте и объявили о падении режима Чаушеску.
22 декабря в 12:06 Чаушеску вместе с женой, двумя соратниками Эмилем Бобу и Маней Мэнеску и двумя агентами Секуритате бежал из Бухареста с крыши здания ЦК на вертолёте. Однако вскоре стало ясно, что бежать из страны (Чаушеску, по-видимому, планировал добраться до границы с Болгарией) не удастся, поскольку в воздух были подняты перехватчики-истребители. Пилот вертолёта высадил супругов Чаушеску неподалёку от города Тырговиште, где они захватили один попутный автомобиль, приказав водителю, некоему Петришору, ехать вперёд. Они добрались до Тырговиште, где их ждал отнюдь не радушный приём — рабочие местного предприятия встретили их машину градом камней и криками «Смерть предателям!», а в здание местного комитета партии их не пустили. Безуспешно пытаясь найти убежище, супруги остановились у Центра по охране предприятий, где были опознаны свидетелями, вызвавшими военных, хотя сначала не поверившими, что это были именно Чаушеску. В тот же день вечером президентская чета была задержана военными. Они были заключены под стражу в одной из военных частей в Тырговиште, а на ночь их оставляли в БТР. Хотя сами Николае и Елена считали, что находятся там в качестве временного укрытия (а меры предосторожности, включая запирание в БТР, на их взгляд, были обусловлены постоянной опасностью нападения) и не признавали себя пленными. Под стражей Николае был молчаливым, в то время как Елена вела себя вызывающе.

### Дальнейшие события
В ночь с 22 на 23 декабря по всей стране начались столкновения армии и повстанцев с сотрудниками «Секуритате», но центром боёв стала столица. Спецподразделения службы безопасности выполняли приказ уже арестованного диктатора. Особо сильные бои разгорелись за здание Государственного совета (где укрепились бойцы «Секуритате») и за здание телецентра, где укрепились повстанцы, и ставшего своего рода штабом революционных сил.
Оценив обстановку, 23 декабря начальник «Секуритате» генерал Влад, по согласованию с начальником генштаба генералом Штефаном Гушэ, отдал подчинённым приказ «стать на службу стране и народу» — то есть прекратить сопротивление. 24 декабря сопротивление «Секуритате» начало постепенно спадать, и 25 декабря бои в городе почти завершились. 25 декабря Чаушеску был осуждён чрезвычайным военным трибуналом и приговорён к смертной казни. Несмотря на то, что обвиняемым было предоставлено 10 дней для подачи апелляции, в тот же день Николае Чаушеску был расстрелян вместе с женой Еленой. Они стали последними людьми, казнёнными в Румынии, поскольку уже 7 января 1990 года смертная казнь была в стране отменена.
Власть перешла к Фронту национального спасения (ФНС), укомплектованному в основном опальными партийными функционерами во главе с Ионом Илиеску, будущему президенту Румынии. Убеждённые антикоммунисты — например, бывший легионер и повстанческий командир Ион Гаврилэ Огорану — посчитали такой поворот событий сохранением власти за номенклатурой РКП (аналогично рассуждали ветераны-национал-цэрэнисты во главе с Корнелиу Копосу, учредившие 22 декабря партию ХДНЦП). Показательно, что 23 декабря 1989 года легендарный ультраправый антикоммунист Огорану даже не был допущен к выступлению по телевидению. Интересно, что многие из руководителей ФНС впервые встретились именно 22 декабря.
В книге «Битлы перестройки» приводится утверждение о том, что «в СССР от Любимова вся страна узнала о крушении режима Чаушеску в Румынии раньше, чем руководство информационных агентств и члены ЦК КПСС».
Несмотря на фактическое окончание революции 25 декабря, отдельные бои в городах Румынии продолжались еще несколько дней и были окончательно прекращены 30 декабря.

### Расследование
В апреле 2019 года дело о гибели людей во время революции, по которому проходят Ион Илиеску и Джелу Войкан Войкулеску, было передано в суд. Большая часть жертв декабрьских событий погибла уже после свержения Чаушеску (но до его расстрела). Илиеску обвиняют в сознательном введении людей в заблуждение и распространении недостоверной информации, из-за чего, по версии прокуратуры, гражданские лица и силовики стреляли друг в друга, принимая противоположную сторону за бывших агентов Секуритате.

## Фильмография
- Революция по заказу. Шах и мат семье Чаушеску [Кинофильм] / Реж. С. Брандштеттер. — 2004.
- «Пятнадцать» (Cincisprezece), реж. С. Николаеску (художественный) — 2005